# Kirsti Biermann
Kirsti Biermann (* 2. August 1950 in Oslo) ist eine ehemalige norwegische Eisschnellläuferin.

## Werdegang
Biermann, die für den Oslo IL startete, nahm von 1963 bis 1972 an nationalen Wettbewerben teil und wurde im Jahr 1967 norwegische Juniorenmeisterin im Mini-Mehrkampf. Zudem wurde sie bei norwegischen Meisterschaften einmal Zweite und viermal Dritte. International trat sie erstmals bei der Mehrkampf-Weltmeisterschaft 1967 in Deventer in Erscheinung, wo sie den 22. Platz im Mini-Mehrkampf errang. In den folgenden Jahren belegte sie in Grenoble bei den Olympischen Winterspielen 1968 den neunten Platz über 1000 m sowie den achten Rang über 500 m und bei der Mehrkampf-Weltmeisterschaft 1969 den siebten Platz im Mini-Mehrkampf. In der Saison 1969/70 lief sie bei der Mehrkampfeuropameisterschaft 1970 in Heerenveen auf den 17. Platz und bei der Mehrkampf-Weltmeisterschaft 1970 in West Allis auf den zehnten Rang im Mini-Mehrkampf. Zudem errang sie dort bei der Sprintweltmeisterschaft 1970 den 16. Platz. Nach Platz 18 im Mini-Mehrkampf bei der Mehrkampfeuropameisterschaft 1971 in Leningrad zu Beginn der Saison 1970/71, erreichte sie auch bei der Mehrkampf-Weltmeisterschaft 1971 in Helsinki den 18. Platz im Mini-Mehrkampf und bei der Sprintweltmeisterschaft 1971 in Inzell den 11. Rang. In ihrer letzten Saison als aktive Eisschnellläuferin 1971/72 kam sie bei der Mehrkampfeuropameisterschaft 1972 in Inzell auf den 19. Platz im Mini-Mehrkampf und nahm bei den Olympischen Winterspielen 1972 in Sapporo an allen vier Läufen teil. Dabei belegte sie jeweils den 23. Platz über 1000 m sowie 1500 m, den 20. Rang über 3000 m und den 17. Platz über 500 m.

## Erfolge

### Olympische Spiele
- 1968 Grenoble: 8. Platz 500 m, 9. Platz 1000 m
- 1972 Sapporo: 17. Platz 500 m, 20. Platz 3000 m, 23. Platz 1000 m, 23. Platz 1500 m

### Mehrkampf-Weltmeisterschaften
- 1967 Deventer: 22. Platz Mini-Mehrkampf
- 1969 Grenoble: 7. Platz Mini-Mehrkampf
- 1970 West Allis: 10. Platz Mini-Mehrkampf
- 1971 Helsinki: 18. Platz Mini-Mehrkampf

### Sprint-Weltmeisterschaften
- 1970 West Allis: 16. Platz Sprint-Mehrkampf
- 1971 Inzell: 11. Platz Sprint-Mehrkampf

### Mehrkampf-Europameisterschaften
- 1970 Heerenveen: 17. Platz Mini-Mehrkampf
- 1971 Leningrad: 18. Platz Mini-Mehrkampf
- 1972 Inzell: 19. Platz Mini-Mehrkampf

## Persönliche Bestleistungen
| Disziplin | Zeit       | Datum            | Ort        |
| --------- | ---------- | ---------------- | ---------- |
| 500 m     | 45,1 s     | 1. Februar 1969  | Grenoble   |
| 1000 m    | 1:32,2 min | 20. Februar 1971 | Inzell     |
| 1500 m    | 2:24,2 min | 1. Februar 1969  | Grenoble   |
| 3000 m    | 5:13,7 min | 28. Februar 1970 | West Allis |